# إيزكيل هينتي
إيزكيل هينتي (مواليد 13 مايو 1993) هو لاعب كرة قدم نيجيري يلعب كمهاجم .

## روابط خارجية
- إيزكيل هينتي على موقع إي إس بي إن إف سي (الإنجليزية)
- إيزكيل هينتي على موقع قاعدة بيانات كرة القدم.إي يو (الإنجليزية)
- إيزكيل هينتي على موقع Soccerbase.com (لاعب) (الإنجليزية)
- إيزكيل هينتي على موقع Soccerway.com (الإنجليزية)
- إيزكيل هينتي على موقع عالم كرة القدم.نت (الإنجليزية)